# Jagjaguwar
La Jagjaguwar è un'etichetta discografica indipendente statunitense con sede a Bloomington nello stato dell'Indiana.

## Storia
Nacque nel 1996 dall'idea di Darius Van Arman, che decise di pubblicare il disco d'esordio dei The Curious Digit, gruppo composto da alcuni suoi amici di Charlottesville, che avevano registrato un album ma non avevano alcuno contratto discografico. L'esperienza sarebbe finita con quel disco se Van Arman non fosse stato colpito da un concerto di un gruppo di Richmond, i Drunk, tanto da convincerli a registrare un album con lui.
Nel 1999 Chris Swanson, uno dei proprietari della Secretly Canadian, anch'essa con sede a Bloomington, entrò nella società e mise a disposizione personale e strutture della sua etichetta e divenne distributore ufficiale. Successivamente entrarono come soci gli altri 2 proprietari delle Secretly Canadian lasciando però a Van Arman e a Swanson la direzione artistica. Nel 2007 i soci dell'etichetta, assieme a Phil Waldorf della Mirsa Records, crearono la Dead Oceans, che divide strutture e personale.

## Artisti pubblicati dall'etichetta
- Anni Rossi
- Angel Olsen
- Aspera
- The Besnard Lakes
- Black Mountain
- Bon Iver
- The Cave Singers
- Robert Creeley
- The Dead C
- Dinosaur Jr.
- Julie Doiron
- Gayngs
- Jad Fair
- Fuck
- Simon Joyner
- Ladyhawk
- Lightning Dust
- Love Life
- Manishevitz
- Minus Story
- Moonface
- Moses Sumney
- Nad Navillus
- Nagisa ni te
- Oakley Hall
- Odawas
- Okkervil River
- Oneida
- Parts & Labor
- Patrick Phelan
- Pink Mountaintops
- Richard Youngs
- S. Carey
- Sharon Van Etten
- The Skygreen Leopards
- Small Black
- South
- Spokane
- Swan Lake
- Sunset Rubdown
- Will Sheff
- Volcano Choir
- Sarah White
- Whittaker
- Wilderness
- Peter Wolf Crier
- Wolf People
- Women